# Вся жизнь впереди (фильм, 2020)
«Вся жизнь впереди» (итал. La vita davanti a sé) — художественный драматический фильм 2020 года итальянского режиссёра Эдоардо Понти, экранизация одноимённого романа Ромена Гари. Главные роли в нём сыграли мать режиссёра Софи Лорен и Ибрахима Гуйе. Критики высоко оценили игру Лорен, фильм был удостоен ряда премий и номинаций.

## Сюжет
Литературной основой сценария стал роман французского писателя Ромена Гари «Вся жизнь впереди», до этого экранизировавшийся в 1977 году. Авторы фильма перенесли действие из Парижа 1970-х годов в итальянский Бари 2010-х годов.
Главная героиня картины — мадам Роза, старая еврейка, пережившая Аушвиц и теперь воспитывающая детей проституток в своём приюте. Доктор Коэн уговаривает её принять на попечение 12-летнего сироту-иммигранта из Сенегала по имени Момо. Постепенно между мадам Розой и мальчиком возникает духовная связь. Здоровье главной героини ухудшается, Момо остаётся её единственным подопечным. Мадам Роза берёт с мальчика обещание, что он не отдаст её в больницу (она боится таких учреждений из-за воспоминаний о концлагере). Когда мадам Розу всё же увозят в клинику после особенно сильного приступа, Момо забирает её оттуда ночью и прячет в подвале. Там она умирает на руках у мальчика. Фильм заканчивается сценой похорон.

## В ролях
- Софи Лорен — мадам Роза
- Ибрахима Гуйе — Момо
- Абриль Замора — Лола
- Ренато Карпентьери — доктор Коэн
- Бабак Карими — Гамиль

## Создание и оценки
Проект был анонсирован в июле 2019 года. Режиссёром стал Эдоардо Понти, главную роль получила его мать Софи Лорен (это первая её роль после десятилетнего перерыва и последняя по данным на 2024 год). Съёмки начались тогда же, в июле 2019 года, в городе Бари. Премьера состоялась 13 ноября 2020 года на Netflix.
Фильм получил около 50 наград и номинаций, включая «Золотой глобус» за лучшую песню (Лаура Паузини) и «Давид ди Донателло» за лучшую женскую роль (Софи Лорен), а также номинацию на «Оскар» за лучшую песню к фильму.
Автор рецензии для The Observer Марк Кермуд назвал «главной достопримечательностью» фильма игру 86-летней Софи Лорен. Сценарий картины он назвал шаблонным, как и Пи Джей Грисар из The Forward. На сайте-агрегаторе рецензий Rotten Tomatoes картина получила рейтинг 92 %: критики с этого ресурса констатировали, что «звёздная мощь» Лорен поднимает на высокий уровень даже стандартный материал.
Обозреватель «Коммерсанта» отметил, что в новой экранизации романа Гари темы Холокоста и религии уходят на периферию сюжета. В итоге фильм оказывается «очищенной практически от любых примесей сентиментальной историей взросления на фоне аккуратной социальной критики, состоящей в основном из общих мест», и спасают его только актёры. По мнению рецензента, Ибрахима Гуйе по уровню своей игры не уступает Лорен.